# (48447) Hingley
(48447) Hingley est un astéroïde de la ceinture principale.

## Description
(48447) Hingley est un astéroïde de la ceinture principale. Il fut découvert le 10 octobre 1990 à Tautenburg par Lutz Dieter Schmadel et Freimut Börngen. Il présente une orbite caractérisée par un demi-grand axe de 3,21 UA, une excentricité de 0,07 et une inclinaison de 15,5° par rapport à l'écliptique.

## Compléments